# Elizabeth Perkins
Elizabeth Ann Perkins, född 18 november 1960 i New York i delstaten New York, är en amerikansk skådespelare. 
Perkins var gift med Terry Kinney 1984–1988 och är sedan den 17 juli 2000 gift med Julio Macat.

## Filmografi i urval
- 1986 – Härom natten
- 1987 – Utmanaren
- 1988 – Big
- 1988 – Vänner och älskande
- 1990 – Vem skuggar vem?
- 1990 – Över min döda kropp
- 1990 – Avalon
- 1991 – Skilda åsikter
- 1991 – Läkaren
- 1993 – I eget intresse (TV-film)
- 1993 – Indiansommar
- 1994 – The Flintstones
- 1994 – Miraklet i New York
- 1995 – Moonlight and Valentino
- 1997 – Rescuers: Berättelser om mod (TV-film)
- 1997 – Gatans lag
- 2000 – 28 dagar
- 2001 – Som hund och katt
- 2003 – Hitta Nemo (röst)
- 2005 – Matte söker husse
- 2005 – The Ring 2
- 2005–2009 – Weeds (TV-serie) (63 avsnitt)
- 2011 – Hopp
- 2013 – How to Live with Your Parents (For the Rest of Your Life) (TV-serie) (13 avsnitt)
- 2016 – Ghostbusters
- 2023 – The Afterparty (TV-serie)